# Архиепархия Калочи-Кечкемета
Архиепархия Калочи-Кечкемета (венг. Kalocsa-Kecskeméti Főegyházmegye, лат. Archidioecesis Colocensis-Kecskemetensis) — католическая архиепархия латинского обряда в Венгрии с центром в городе Калоча.
Архиепархия Калочи принадлежит к числу исторических епархий, создана около 1000 года королём Иштваном Святым в период христианизации Венгрии. В 1135 году преобразована в архиепархию-митрополию. В 1993 году поменяла название и стала называться архиепархия Калочи-Кечкемета.
По данным на 2006 год в архиепархии насчитывалось 379 000 католиков (69,4 % населения), 103 священника и 138 приходов. Кафедральным собором епархии служит Собор Успения Богоматери в Калоче. Сокафедральный собор архиепархии — собор города Кечкемет.
С 1999 года архиепархию возглавляет Балаж Бабель.
Митрополии Калочи-Кечкемета подчинены две епархии: Печ и Сегед-Чанад.

## Ординарии
- Леопольд Колонич (6 марта 1690 — 22 августа 1695);
- Пал Сечени (1697—1710)
- Имре Чаки (1714—1732)
- Габриэль Патачич (1733—1745)
- Миклош Йозеф Чаки (1747—1751)
- Ференц Клобушицки (1751—1760)
- Йожеф Баттьяни (15 декабря 1760 — 20 мая 1776);
- Адам Патачич (1776—1784)
- Ласло Коллонич (1788—1817)
- Петер Клобушицки (1822—1843)
- Ференц Паулаи Надашди (1845—1851)
- Йожеф Кунст (1852—1866)
- Йожеф Лонович (1834—1850)
- Лайош Хайнальд (1867—1891)
- Дьёрдь Часка (1891—1904)
- Дьюла Вароши (1905—1910)
- Янош Чернох (1911—1912)
- Липот Арпад Варади (1914—1923)
- Дьюла Зичи (1925—1942)
- Дьюла Глаттфельдер (1942—1943)
- Йожеф Грёс (1943—1961)
- Эндре Хамваш (1964—1969)
- Йожеф Ийяш (1969—1987)
- Ласло Данко (1987—1999†)
- Балаж Бабель (с 1999)